# Julija Machalina

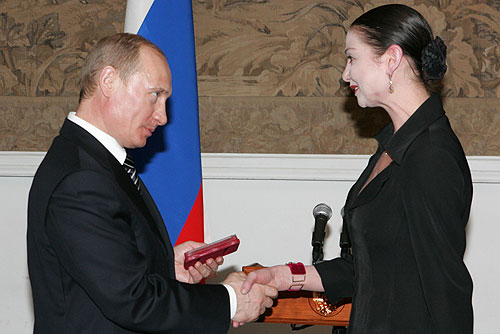
Julija Machalina premiata da Vladimir Putin

Julija Machalina (Leningrado, 23 giugno 1968) è una ballerina russa di danza classica, prima ballerina presso il Kirov Ballet (Balletto Mariinskij) di San Pietroburgo.

## Biografia
Julija Machalina (in russo Юлия Махалина) è nata a San Pietroburgo nel 1968. Figlia di un ingegnere e di una contabile, ha studiato musica sotto l'influenza del padre, che voleva fare di lei una pianista. Ma, dopo un infortunio alla gamba, il suo medico le consigliò di rivolgersi alla danza al fine di riabilitare correttamente l'arto. La madre, che aveva sempre sognato tale carriera per la figlia, sostenne questo percorso.
Entra successivamente nell'Accademia di Ballo Vaganova dove si laurea con la classe della Prof. Marina Vasilyeva. Viene quindi notata dal direttore artistico del Balletto Mariinskij e ne entra a far parte nel 1985.
Nel suo primo anno di membro del corpo di ballo, impara il ruolo di Odette/Odile del Lago dei cigni sotto la direzione di Olga Moiseyeva, uno delle più grandi interpreti del ruolo. Tuttavia, il suo primo vero successo sarà Le Corsaire, in cui interpreta Medora.
Julija Machalina eccelle soprattutto nei grandi balletti classici, che le consentono di interpretare ruoli drammatici e romantici.
Viene nominata prima ballerina nel 1989 e appare sui palchi dei teatri di tutto il mondo, spesso accompagnata da Andris Liepa e Igor Zelensky, incarnando la nuova generazione di ballerine del Balletto Kirov del Teatro Mariinsky.

## Repertorio
- La bella addormentata (Principessa Aurora, Fata lilla)
- Lo Schiaccianoci (Clara, Fata confetto)
- Giselle (Giselle, Myrtha)
- Don Chisciotte (Kitri)
- Le Corsaire (Medora)
- Il lago dei cigni (Odette-Odile)
- La Bayadère (Nikia)
- The Legend of Love (Mekhmeneh Bahnu)
- Rajmonda (Rajmonda)
- La Sylphide (Sylphide)
- Paquita Grand Pas (solista)
- La Fontana di Bakhchisarai (Maria)
- Romeo e Giulietta (Giulietta)
- Shéhérazade (Zobeide)
- L'uccello di fuoco Pas de Quatre (Marie Taglioni)
- Anna Karenina balletto (Anna)
- Cenerentola (Fata)
- Apollo (Tersicore)
- Symphony in C (II movimento)
- Nella Notte (III movimento)
- Carmen (Carmen)
- Goya Divertissement (contessa Alba)
- Manon (Manon)

## Premi
- Gran Premio e Medaglia d'Oro al IV Concorso Internazionale di Danza di Parigi (1990)
- Prix de Lumiere.
- Premio Benois della Danza (1998).
- Artista Onorato di Russia (1995).